# The Sabre Squadron
The Sabre Squadron är en roman av Simon Raven, utgiven 1966. Romanen var den tredje att publiceras i den svit som bär namnet Alms for Oblivion men är även den tredje i själva kronologin (1945 - 73) då den utspelar sig under sommaren och den tidiga hösten 1952. 

## Persongalleri
Daniel Mond – Matematiker av tyskjudisk börd. 
Dirange – Kollega till Mond.
Roger Constable – Tutor på Lancaster College. Har även figurerat i Fielding Gray.
Jacquiz Helmut – Historiker.
Aeneas von Bremke – Tysk forskare.
Earle Restarick – Amerikansk historiker.
Coronet Julian James – Gammal vän till Mond. Tjänstgör i Göttingen. 
Kapten Fielding Gray – Tjänstgör i Göttingen. Huvudperson i Fielding Gray.
General Giles Montgomery – Tjänstgör i Göttingen.
Löjtnant Motley – Tjänstgör i Göttingen. Läkare.
Jack Lamprey – Befälhavare. 
Piers Dungan – Befälhavare. 
Michael Lamb – Greys chaufför. 
Leonard Percival – Officer. 
Rupert Percival – Politiker och farbror till Leonard. Bara omnämnd. 
Pappenheim – Tysk officer och krigsförbrytare som sluppit undan med ockupationsmaktens goda minne. Påtänkt för en post i den västtyska armén. 
Von Augsburg – Överlevande nazist. Skadas i duell med Giles Montgomery. 
Tuck – Kontrollkommissionär. Troligen samme Tuck som är med i Fielding Gray.
Kapten Detterling – Parlamentsledamot. Figurerade tidigare i Fielding Gray.
Bunce – Soldat som skyddar Mond i en vecka. 
Chead – Soldat som skyddar Mond i en vecka.
Mugger – Soldat som skyddar Mond i en vecka.
Ivan Blessington – Figurerade tidigare i Fielding Gray. 
Alfie Schroeder – Journalist på Billingsgate Press. 
Max de Freville – Spelare. På besök i Baden-Baden hos kapten Detterling.
Lord Canteloupe – Kusin till Detterling. På besök hos honom i Baden-Baden. 

## Handling
Handlingen börjar i Göttingen 1952, ditt den unge matematikern Daniel Mond (av tyskjudisk börd men född i England) kommit för att studera ”Dortmundpapperen”, det material som den tyske matematikern Dortmund (död 1938) lämnat efter sig. Mond tillhör för övrigt Lancaster College. Väl på plats blir han bekant med den amerikanske historikern Earle Restarick som först är mycket vänskaplig men senare blir butter och rent av verkar rädd för honom. Restarick är expert på modern historia och särskilt de höga nazisterna. 
Mond träffar en rad militärer från The Sabre Squadron in the Earl of Hamiltons 10th Regiment, däribland den gamle studiekamraten Julian James och Fielding Gray. Den senare börjar berätta för honom om sin strandade akademiska karriär och vill även berätta andra saker för honom. Första kvällen med militärerna slutar med att alla (utom Gray) hamnar på Schwarze Keller där man har ett rejält fylleslag. Dagen därpå träffar Mond på Gray som tar med honom på en picknick tillsammans med chauffören Michael Lamb, vilken han behandlar som en jämlike. Från en kulle betraktar man det tyska landskapet och Gray beskriver de uppgifter armén har, inklusive att samla ihop strålskadade i händelse av atomkrig. Man förbereder rentav för en stor övning i september, benämnd ”Apocalypse.” Mond blir givetvis illa till mods. 
Kvällen därpå är Mond gäst på en traditionstyngd middag given av skvadronen. Under en ceremoni för de döda förolämpar en röst i mörkret Mond med en antisemitisk kommentar. Officerarna blir mycket upprörda och försöker släta över. Mond hamnar senare i ett rum med den förre tyske officeren och eventuelle krigsförbrytaren Pappenheim, vilken är ganska nyfiken på hans forskning. Dr von Bremke visar sig också synnerligen nyfiken. Mond gräver i Grays förflutna men får bara vaga svar från Constable (via vänner som talar med denne). Senare besöker Restarick honom och talar om ”dem” som är mycket intresserade av hans forskning. Mond förstår ingenting. Senare bjuds han till ett möte med Percival och Pappenheim där de båda berättar att Earle Restarick jobbar för amerikanska underrättelsetjänsten och att man jobbar med nynazister för att säkra Västtyskland mot kommunismen. Man erbjuder dock Mond skydd mot Earle och hans arbetsgivare. Allt som allt tycks det som om Dortmunds papper kan användas till mindre oskyldiga syften (troligen militära) även om inget sägs rätt ut. 
Under en kväll på en mäss förolämpas Mond av den antisemitiske von Augsburg och denne utmanas på duell av Giles Montgomery. Resultatet blir att von Augsburg skadas svårt och hamnar på sjukhus. Som nyckelperson i det hela hålls Mond kvar fast han var på väg att åka hem. Detta meddelas honom av Mr Tuck (troligen samme Tuck som var med i ”Fieldings Gray”). Earle berättar senare för honom att allt var arrangerat så det skulle bli en duell och Mond skulle bli kvarhållen. Montgomery hamnar i arrest för hela tilltaget men senare kommer kapten Detterling, på väg till Baden-Baden, förbi och ordnar så att han blir frigiven. Emellertid kan Detterling inte hindra att Montgomery straffas med att skickas iväg till Hongkong varvid Gray är högste chef i skvadronen. Von Bremke försöker åter pumpa Mond och uppmanar honom att besöka Dortmunds grav som en hedersbetygelse. Denna grav ligger ensligt till och väl på plats trakasseras Mond av Restarick och ett antal soldater.
Skakad berättar han slutligen för Fielding Gray vad han upptäckt i de matematiska formlerna: en metod för att skapa kedjereaktioner i själva atomerna vilket därmed kan leda till att forskare skulle kunna inverka på själva naturen. Mond inser att detta kan få svåra konsekvenser och tänker inte överlämna uppgifterna till någon som kan utnyttja dem på minsta vis. Gray ställer lojalt upp för Mond och tillsammans med soldaterna Lamb, Bunde, Chead, Mugger (med flera) ordnar man en förklädnad åt Mond, vilken får alter egot Lewis. Soldat Lewis kommer sen att eskorteras ut från området i samband med den tidigare nämnda atomövningen ”Apocalypse.” Det hela förflyter ganska bra förutom att Mugger vid besök på en mäss råkar i slagsmål med infanterister och blir illa misshandlad med flaskor. Man blir även jagad av journalisten Alfie Schroeder, vilken känner igen Mond. Denne vädjar emellertid till Schroeder att hålla tyst, och han verkar acceptera. 
Slutligen anländer man till Baden-Baden och försöker överlämna Mond till kapten Detterling som först vägrar hjälpa till. Slutligen accepterar han dock. Dr Motley, som också är i Baden-Baden, förser Mond med en skyddsdräkt mot radioaktivitet och han skickas iväg i en ambulans såsom ”skadad” under övningen. Motley har dock förstört blixtlåset och Mond är rädd att syret ska ta slut. Då han efter en längre färd lämnar ambulansen finner han sig dock öga mot öga med Restarick och Percival. Mond svimmar men vaknar sen upp i en säng, utan skyddsdräkt. Det visar sig att han är i Strasbourg. 
Man avslöjar mycket av allt som hänt tidigare. Restarick hade försökt komma på god fot med Mond och senare bringa honom ur balans genom att låtsas bli ovän med honom vilket dock inte lyckats. Det finns givetvis inte några fraktioner inom underrättelsetjänsten utan de båda är på samma sida. Historien med Earles stöd till nynazister var också påhittad. Det visar sig även att Dr Motley (som dock utpressats till detta) och von Bremke var inblandade i historien. De enda som verkligen var uppriktigt lojala mot Mond var Grey och hans soldater under skvadronens måtto ”Res Unius, Res Omnium (En för alla, alla för en).” Man hotar nu att förstöra deras karriärer och i liv i största allmänhet då de givetvis överträtt en del regler för Monds skull. Mond synes resignera och ber om sina papper så han kan förbereda sig för att tala om allt han vet. Han lämnas ensam och, djupt rörd över soldaternas lojalitet mot honom, skär han halsen av sig med sin pennkniv.